# Q-CERT
Q-CERT (Qatar Computer Emergency Response Team, CERT Катара) — компьютерная группа реагирования на чрезвычайные ситуации Катара. Была создана в декабре 2006 года CERT/CC и ictQATAR. Это координационный центр Катара для решения проблем безопасности в Интернете.
Целями Q-CERT являются:
1. Повышение осведомленности о кибербезопасности в частных и государственных учреждениях и в общественности.
2. Предоставление активного и руководственного подхода для управления безопасности информационных систем в гражданском обществе.
3. Оказание помощи частным заинтересованным сторонам в управлении рисками и уязвимостями против страны информационных инфраструктур.
4. Обеспечение целостности и конфиденциальности данных.
5. Введение законов о киберпреступности, конфиденциальности и общественных правах.